# Haemophilus
Il genere Haemophilus comprende piccoli batteri Gram-negativi, facenti parte della famiglia Pasturellaceae, con spiccato pleiomorfismo (forme bacillari, cocco-bacillari o filamentose) immobili, asporigeni, aerobi-anaerobi facoltativi. Per il loro sviluppo su terreni di coltura sono necessari due fattori indispensabili chiamati "fattore X" e "fattore V". Questi fattori sono, rispettivamente, l’Eme (necessario alla sintesi dei citocromi) ed il NAD e NADP. Gli Emofili non sono in grado di sintetizzare autonomamente questi fattori, presenti normalmente nel sangue fresco.
Per la loro coltivazione si usano quindi terreni arricchiti con sangue, oppure terreni arricchiti artificialmente con i fattori stessi. Dato che alcuni Emofili richiedono entrambi i fattori, mentre altri mancano o dell'uno o dell'altro, questa dipendenza viene sfruttata per una più intensa e precisa identificazione di specie. Alcuni Emofili possiedono anche attività emolitica.

## Specie
- Haemophilus aegyptius
- Haemophilus aphrophilus
- Haemophilus avium
- Haemophilus ducreyi
- Haemophilus felis
- Haemophilus haemolyticus
- Haemophilus influenzae
- Haemophilus paracuniculus
- Haemophilus parahaemolyticus
- Haemophilus pittmaniae
- Haemophilus paragallinarum